# Młody Indiana Jones: Kaprysy Hollywood
Młody Indiana Jones: Kaprysy Hollywood (ang. The Adventures of Young Indiana Jones: Hollywood Follies) – amerykański film przygodowy z 1994 roku w reżyserii Michaela Schultza będący dwudziestą drugą częścią Wielkiej Księgi Przygód Indiany Jonesa. Po raz pierwszy został wyemitowany jeszcze jako odcinek serialu Kroniki młodego Indiany Jonesa, 15 października 1994 na kanale Family Channel.

## Obsada
- Sean Patrick Flanery jako Indiana Jones
- Allison Smith jako Claire Lieberman
- Bill Cusack jako Irving Thalberg
- Julia Campbell jako Kitty
- David Margulies jako Carl Laemmle
- Peter Dennis jako Pete
- Tom Beckett jako George Gershwin
- Luigi Amodeo jako Massimo
- J.D. Hinton jako Harry Carey
- Leo Gordon jako Wyatt Earp
- Stephen Caffrey jako John Ford
- Dana Gladstone jako Erich Von Stroheim
- Lew Horn jako Chuck
- Mitchell Group jako Izzy Bernstein
- George Fisher jako Cabbie
- Warren Munson jako Ambasador
- Stuart Charno jako Asystent kamerzysty
- Francis X. Bushman jako Messala (archiwalne zdjęcia, niewymieniony w czołówce)
- Erich von Stroheim jako Hrabia Sergius Karamzin (archiwalne zdjęcia, niewymieniony w czołówce)

## Fabuła
„Rozdział 22 Wielkiej Księgi Przygód Indiany Jonesa to pełen nostalgii hołd złożony burzliwej epoce kina niemego, ale także ekscytująca podróż na terytorium najbardziej bezwzględnego i przebiegłego wroga - hollywoodzkich producentów. Pracując dla wielkiego studia filmowego, Indy przekonuje się, że nikt nie dorówna nigdy chytrości i megalomanii słynnego reżysera Ericha von Stroheima, zwłaszcza gdy dochodzi do kłótni nad rosnącym do niebotycznych sum budżetem „Szalonych Żon”. Zmęczony przemysłem filmowym Indy postanawia dać sobie jeszcze jedną szansę i wyrusza na plan innego legendarnego reżysera, Johna Forda. Ford i jego przyjaciele, a wśród nich starzejący się rewolwerowiec Wyatt Earp, pomagają mu ponownie uwierzyć w magię kina i cud jego tworzenia. Gdy jeden z aktorów ginie w wypadku, Indy nie waha się ani przez moment i sam staje na planie, aby ratować jedną z najsłynniejszych produkcji w historii Hollywood.”.

## Nagrody
Primetime Emmy Award (Nagroda Emmy)
- Wygrana w kategorii Najlepsza muzyka w miniserialu lub filmie telewizyjnym (dramatyczna) (Laurence Rosenthal, 1995)
- Nominacja w kategorii Wyjątkowe indywidualne osiągnięcie - Specjalne efekty wizualne (Ricky Eyres, Kristine Hanna, Susan Davis, Joseph Brattesani, Paul Huston i Eric Chauvin; 1995)

Cinema Audio Society Awards
- Wygrana w kategorii Znakomite osiągnięcie w dziedzinie miksowania dźwięku dla telewizji - film tygodnia lub mini-seria (Bob Edwards, Christopher Boyes, Gary Summers i Rolf Pardula; 1995)